# Зигмунт Гарлянд
Зигмунт Гарлянд (пол. Zygmunt Harland; 30 квітня 1881, Влоцлавек — 10 жовтня 1942, Львів) — архітектор, художник, скульптор, педагог. Чоловік художниці Анни Гарлянд-Зайончковської.

## Біографія

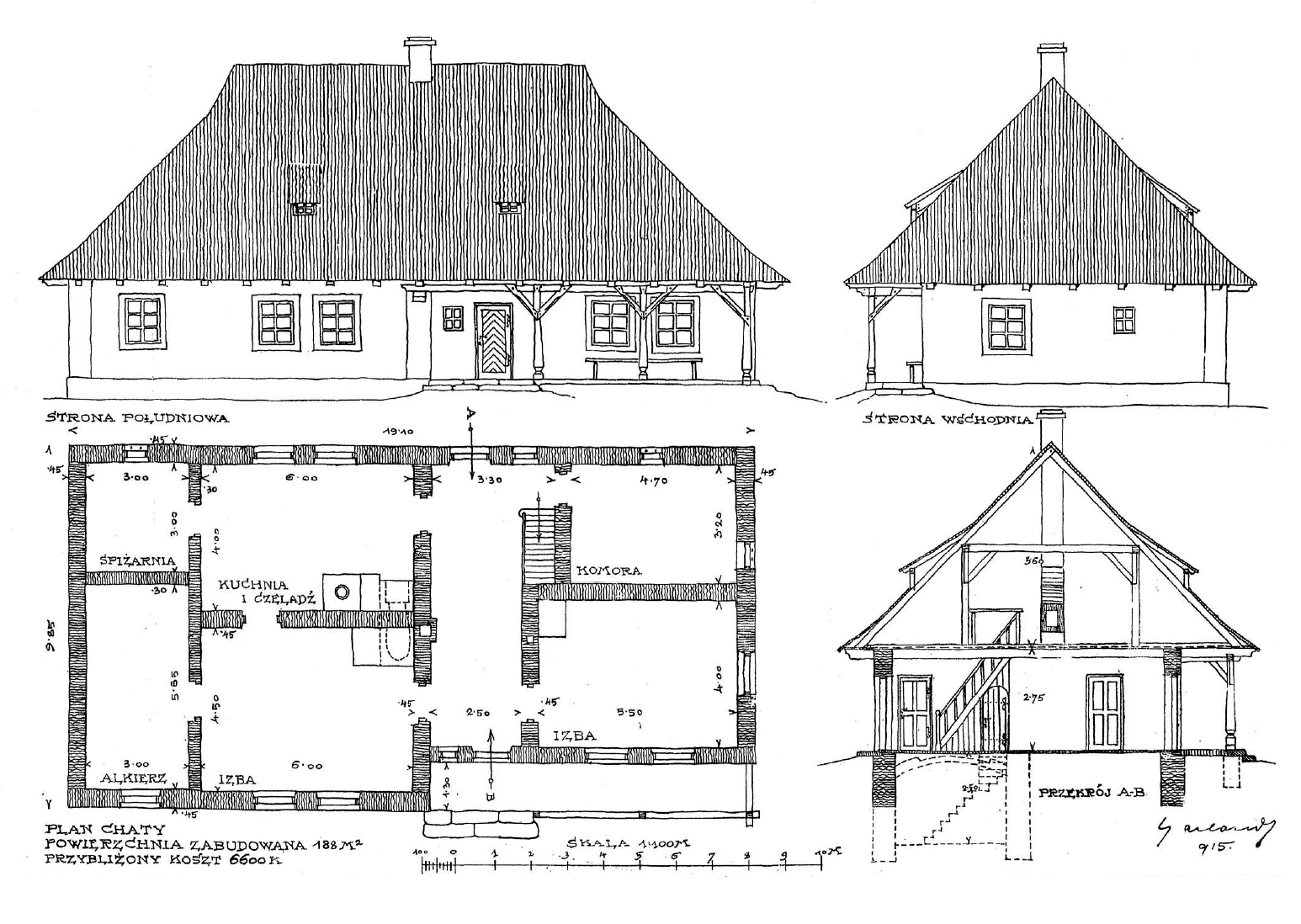
Типовий проєкт двокімнатної хати, опублікований в альбомі «Odbudowa polskiej wsi». 1915 рік

Народився 30 квітня 1881 року у Влоцлавку в родині Арманда Гарлянда і Марії з Лямпарських. Закінчив середню школу в Сосновці. Провчився один семестр в академії мистецтв у Санкт-Петербурзі, звідки відрахований за політичну діяльність. Навчався у Дрездені, де отримав диплом архітектора. Студіював живопис у школі Антона Ажбе в Мюнхені.
Протягом 1910–1914 років працював у проєктному бюро Альфреда Захаревича і Юзефа Сосновського. У 1913/1914 навчальному році викладав «будівельні форми» у краківській Державній промисловій школі. Переїхав до Кобежина, де спільно з Тадеушем Стриєнським займався будівництвом лікарні. 1920 року осів у Львові. Від того ж року викладав у місцевій Промисловій школі. Завідував текстильним відділом. У 1933–1940 роках очолив школу (від 1938 іменована Інститутом пластичних мистецтв). Викладав малярство і костюмологію.
У 1918–1927 роках був членом Політехнічного товариства у Львові. Належав до правління товариства у 1920–1921 роках. Зокрема 1920 року був заступником секретаря. 26 жовтня 1925 року обраний членом правління Кола архітекторів, яке діяло в рамках товариства. Від 1928 року входив до «Об'єднання десяти митців-пластиків», яке 1932 влилося до «Професійної спілки художників-пластиків». Член правління Мистецької ради для Східної Малопольщі.
Член журі конкурсів проєктів меблів (1918), обкладинок шкільних підручників (1923), будівлі санаторію в Криниці-Здруй (1926). 1918 року увійшов до технічно-мистецької ради щойно створеного Бюро спілки архітекторів, яке планувало виконувати роботи при повоєнній відбудові краю. У 1922–1932 роках входив до редколегії краківського часопису «Architekt». Учасник мистецьких виставок. Зокрема виставки проєктів повоєнної відбудови, організованої Колом польських архітекторів 1920 року, відділу мистецтв Крайової виставки у Познані (1929), Об'єднання десяти митців-пластиків 1929 року. Обкладинка книги і плакат, присвячений Східним торгам роботи Гарлянда експонувались 1922 року у кам'яниці Баричків у Варшаві., плакат видавництва «Książnica Polska» — на виставці 1928 року у Львові.
В архітектурній творчості притримувався неокласицизму. У живописі застосовував широкі площини холодних кольорів. Займався також графікою, проєктував твори ужиткового мистецтва, при цьому звертався до форм неокласицизму, ар-деко, конструктивізму. Створив низку плакатів. Його творчість у цій галузі, початково доволі архаїчна і класицизуюча, наприкінці 1920-х набула рис функціональної типографії. 1928 року прочитав доповідь у Львові на тему плакату в рамках серії лекцій у Міському музеї мистецького промислу.

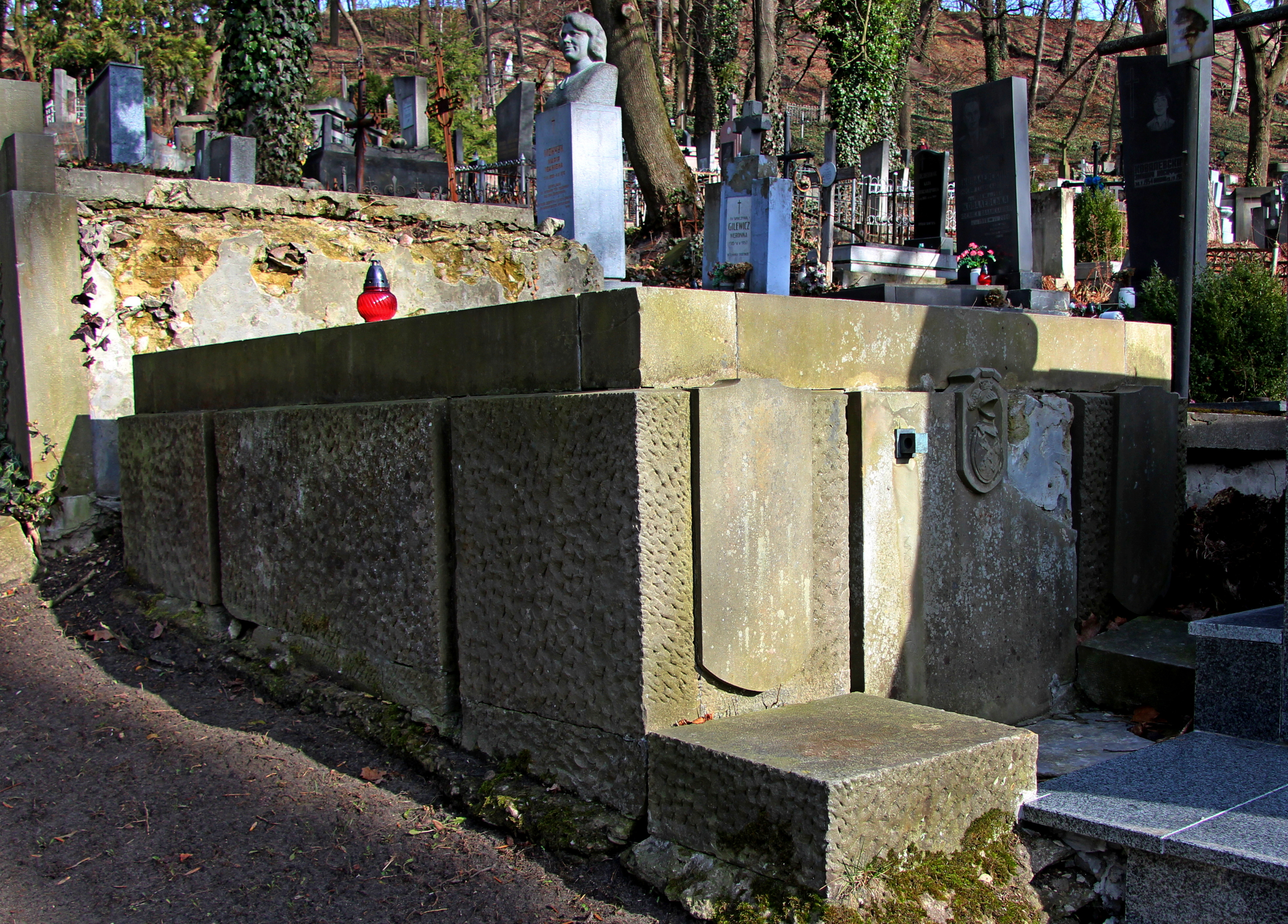
Родинний гробівець Гарляндів

Помер у Львові 10 жовтня 1942 року, похований на Личаківському цвинтарі, поле № 33. Мешкав на вулиці Глибокій, 10. Був одружений з художницею Анною Гарлянд-Зайончковською (1883—1930). У Вроцлавському національному музеї зберігається портрет Зигмунта Гарлянда, роботи його дружини (датується близько 1929 року).

## Роботи

### Архітектура
- Проєкт нового будинку Львівського університету на нинішній вулиці Грушевського. Виконаний спільно з Тадеушем Зелінським для конкурсу 1913 року. Опублікований у збірці, присвяченій конкурсу.[23]
- Два проєкти сільських хат із господарськими будівлями, створені для виданої 1915 року збірки «Odbudowa polskiej wsi» (Відбудова польського села).[24]
- Типові проєкти будинків ремісника, чиновника, столяра, різника, а також проєкт крамниці, створені для збірки «Odbudowa polskiego miasteczka» (Відбудова польського містечка), виданої 1916 року.[25]
- Проєкт військового цвинтаря, створений на спільний конкурс товариства «Польське ужиткове мистецтво» та Краківського технічно-промислового музею. Посів друге місце. проєкт типового надгробку на кургані отримав відзнаку журі, проєкт для спільного поховання здобув додаткову відзнаку від Спілки товариств охорони краси краю. проєкт одинарного надгробка не був відзначений. Роботи опубліковані в каталозі 1916 року.[26]
- Пам'ятник польським солдатам 19 піхотного полку на Цитаделі у Львові (1928, скульптор Юзеф Стажинський, втрачений).[2][27]
- Інтер'єр другого дому студентів Львівської політехніки (1928).[2]
- Нереалізований проєкт костелу в Маріямполі, створений між 1925—1930 роками.[28]
- Виставкові павільйони Східних торгів у Львові.[2]
- Родинний гробівець Гарляндів на Личаківському цвинтарі.[1]
- Робота у складі колективу архітекторів, які керували спорудженням цвинтаря орлят у Львові (1920—1930-ті, проєкт Рудольфа Індруха).[29]
- Нереалізований проєкт пам'ятника льотчикові Стефанові Бастиру на скнилівському летовищі (1920, співавтор Броніслав Віктор).[30]
- Нагорода на конкурсі проєктів гробниці для 22 полеглих польських солдатів у Золочеві (1922).[1][31]
- Парафіяльний костел у Гачеві поблизу Кросна (1930-ті).[1]

### Образотворче мистецтво
- Проєкт металевої урни для праху Станіслава Жолкевського в костелі святого Лаврентя у Жовкві. Був одним із двох, відібраних на конкурсі 1907 року, але не реалізований.[32]
- Портрет дружини (1929).[2]
- Різьблені в дереві статуетки у спрощених і стилізованих народних і візантійських формах — «Маска», «Бабка», «Птахи», «Цариця Небесна» (усі 1930).[2]
- Плакати та афіші. Зокрема афіша архітектурної виставки та проєктів відбудови у Львові (1920)[14], «Targi Wschodnie» (1921)[17], видавництва «Książnica-Atlas» (1922)[33], виставки Об'єднання десяти митців-пластиків (1929)[16], «Сілезько-віленських днів у Львові» (1933).[34]
- Реставрація старих полотен, зокрема ікон зі збірки Ставропігійського музею у Львові.[2] У колишньому львівському костелі бернардинів знаходиться образ Святої Трійці з 1594 року (олія, дошка), реставрований 1929 року, ймовірно, Гарляндом.[35]
- Мозаїка «Мадонна» у костелі Єзуїтів у Львові.[2]
- Проєкти меблів, керамічних і металевих виробів, вітражів, театральних костюмів.[2]
- Роботи в галузі книжкової графіки. Зокрема обкладинка книги «Nowe piosenki żołnierskie» Генрика Збежховського (1920). Під загальним мистецьким керівництвом Гарлянда вийшов друком альбом Станіслава Ноаковського «Architektura polska. Szkice kompozycyjne» (1920).